# Owczarek pikardyjski
Owczarek pikardyjski – jedna z ras psów należących do psów pasterskich i zaganiających, zaklasyfikowana do sekcji psów pasterskich (owczarskich). Podlega próbom pracy.

## Rys historyczny
Rasa została sprowadzona do Francji w IX wieku prawdopodobnie przez Celtów; jej pochodzenie jest jednak niewiadome. 21 stycznia 1925 klub hodowców przedstawił wzorzec owczarka pikardyjskiego i uznał go za odrębną rasę.

## Charakter
Wytrzymały i ruchliwy jest dobrym kompanem dla ludzi aktywnych, samodzielny, cierpliwy wobec dzieci, rodzinny.

## Wygląd

### Sylwetka
Harmonijna, elegancka, dłuższa od wysokości w kłębie.

### Głowa
Proporcjonalna.

### Oczy
Średniej wielkości, niewyłupiaste, raczej ciemne w zależności od maści.

### Uszy
Średniej wielkości, wysoko osadzone, o szerokiej nasadzie.

### Ogon
Owłosiony, sięga stawu skokowego.

### Szata
Włos twardy i szorstki, długość 5–6 cm.

### Umaszczenie
Szare z czarnymi nalotami, szarosrebrne i szaroczerwone, rudo-płowe.